# Premi César 1994

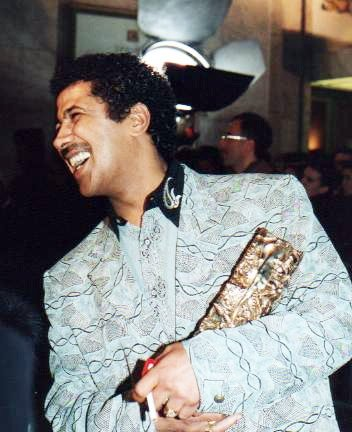
Khaled Barkat con il premio ricevuto per la migliore musica

La cerimonia di premiazione della 19ª edizione dei Premi César si è svolta il 26 febbraio 1994 al Théâtre des Champs-Élysées di Parigi. È stata presieduta da Gérard Depardieu e presentata da Fabrice Luchini e Clémentine Célarié. È stata trasmessa da Canal+.
I film che hanno ottenuto il maggior numero di candidature (nove) sono stati Tre colori: Film Blu (Trois couleurs: Bleu) di Krzysztof Kieślowski e Smoking/No Smoking di Alain Resnais, mentre il film che ha ottenuto il maggior numero di premi (cinque) è stato Smoking/No Smoking.

## Vincitori e candidati
I vincitori sono indicati in grassetto, a seguire gli altri candidati.

### Miglior film
- Smoking/No Smoking, regia di Alain Resnais
- Germinal, regia di Claude Berri
- Ma saison préférée, regia di André Téchiné
- Tre colori: Film Blu (Trois couleurs: Bleu), regia di Krzysztof Kieślowski
- I visitatori (Les visiteurs), regia di Jean-Marie Poiré

### Miglior regista
- Alain Resnais - Smoking/No Smoking
- Claude Berri - Germinal
- Bertrand Blier - Un, due, tre stella! (Un, deux, trois, soleil)
- Krzysztof Kieślowski - Tre colori: Film Blu (Trois couleurs: Bleu)
- Jean-Marie Poiré - I visitatori (Les visiteurs)
- André Téchiné - Ma saison préférée

### Miglior attore
- Pierre Arditi - Smoking/No Smoking
- Daniel Auteuil - Ma saison préférée
- Michel Boujenah - Le Nombril du monde
- Christian Clavier - I visitatori (Les visiteurs)
- Jean Reno - I visitatori (Les visiteurs)

### Miglior attrice
- Juliette Binoche - Tre colori: Film Blu (Trois couleurs: Bleu)
- Sabine Azéma - Smoking/No Smoking
- Josiane Balasko - Non tutti hanno la fortuna di aver avuto i genitori comunisti (Tout le monde n'a pas eu la chance d'avoir des parents communistes)
- Catherine Deneuve - Ma saison préférée
- Anouk Grinberg - Un, due, tre stella! (Un, deux, trois, soleil)
- Miou-Miou - Germinal

### Migliore attore non protagonista
- Fabrice Luchini - L'amante del tuo amante è la mia amante (Tout ça... pour ça!)
- Didier Bezace - Profil bas
- Jean-Pierre Darroussin - Cuisine et dépendances
- Thomas Langmann - Le Nombril du monde
- Jean-Roger Milo - Germinal

### Migliore attrice non protagonista
- Valérie Lemercier - I visitatori (Les visiteurs)
- Myriam Boyer - Un, due, tre stella! (Un, deux, trois, soleil)
- Judith Henry  - Germinal
- Marie Trintignant - Les marmottes
- Marthe Villalonga - Ma saison préférée

### Migliore promessa maschile
- Olivier Martinez - Un, due, tre stella! (Un, deux, trois, soleil)
- Guillaume Depardieu - Wild Target (Cible émouvante)
- Mathieu Kassovitz - Meticcio (Métisse)
- Melvil Poupaud - Le persone normali non hanno niente di eccezionale (Les gens normaux n'ont rien d'exceptionnel)
- Christopher Thompson  - Les marmottes

### Migliore promessa femminile
- Valeria Bruni Tedeschi - Le persone normali non hanno niente di eccezionale (Les gens normaux n'ont rien d'exceptionnel)
- Virginie Ledoyen - Les marmottes
- Chiara Mastroianni - Ma saison préférée
- Florence Pernel - Tre colori: Film Blu (Trois couleurs: Bleu)
- Karin Viard - La nage indienne

### Migliore sceneggiatura originale o miglior adattamento
- Jean-Pierre Bacri e Agnès Jaoui - Smoking/No Smoking
- Claude Berri e Arlette Langmann - Germinal
- Pascal Bonitzer e André Téchiné - Ma saison préférée
- Krzysztof Kieślowski e Krzysztof Piesiewicz - Tre colori: Film Blu (Trois couleurs: Bleu)
- Jean-Marie Poiré e Christian Clavier - I visitatori (Les visiteurs)

### Migliore fotografia
- Yves Angelo - Germinal
- Renato Berta - Smoking/No Smoking
- Sławomir Idziak - Tre colori: Film Blu (Trois couleurs: Bleu)

### Miglior montaggio
- Jacques Witta - Tre colori: Film Blu (Trois couleurs: Bleu)
- Hervé de Luze - Germinal
- Albert Jurgenson - Smoking/No Smoking
- Catherine Kelber - I visitatori (Les visiteurs)

### Migliore scenografia
- Jacques Saulnier - Smoking/No Smoking
- Jacques Bufnoir - Justinien Trouvé, ou le bâtard de Dieu
- Hoang Thanh At - Germinal

### Migliori costumi
- Sylvie Gautrelet, Caroline de Vivaise e Moidele Bickel - Germinal
- Catherine Leterrier - I visitatori (Les visiteurs)
- Franca Squarciapino - Louis, enfant roi

### Migliore musica
- Khaled Barkat - Un, due, tre stella! (Un, deux, trois, soleil)
- Eric Lévi - I visitatori (Les visiteurs)
- Zbigniew Preisner - Tre colori: Film Blu (Trois couleurs: Bleu)
- Jean-Louis Roques - Germinal

### Miglior sonoro
- Jean-Claude Laureux e William Flageollet - Tre colori: Film Blu (Trois couleurs: Bleu)
- Bernard Bats e Gérard Lamps - Smoking/No Smoking
- Pierre Gamet e Dominique Hennequin - Germinal

### Miglior film straniero
- Lezioni di piano (The Piano), regia di Jane Campion
- Addio mia concubina (Ba wang bie ji), regia di Chen Kaige
- Misterioso omicidio a Manhattan (Manhattan Murder Mystery), regia di Woody Allen
- Piovono pietre (Raining Stones), regia di Ken Loach
- The Snapper, regia di Stephen Frears

### Migliore opera prima
- Il profumo della papaya verde (Mùi du du xanh), regia di Tran Anh Hung
- Le fils du requin, regia di Agnès Merlet
- Meticcio (Métisse), regia di Mathieu Kassovitz
- Le persone normali non hanno niente di eccezionale (Les gens normaux n'ont rien d'exceptionnel), regia di Laurence Ferreira Barbosa
- Wild Target (Cible émouvante), regia di Pierre Salvadori

### Miglior cortometraggio
- Gueule d'atmosphère, regia di Olivier Péray
- Comment font les gens, regia di Pascale Bailly
- Empreintes, regia di Camille Guichard

### Premio César onorario
- Jean Carmet

### Omaggio
- Federico Fellini
- Alexandre Trauner